# 이혜손
이혜손(李惠孫)은 조선 전기의 도교인이다. 자는 유후(裕後), 호는 백우자(百愚子).
위한조의 스승이다.